# Euroliga v basketbalu žen 2024/2025
Euroliga v basketbalu žen 2024/2025 byl 29. ročníkem Euroligy v basketbalu žen. Účastnilo se ho 16 týmů.
První kolo základní části se odehrálo 9. října 2024. Z českých týmů se účastnilo opět ZVVZ USK Praha a nově hrály také Žabiny Brno. Obhájcem titulu z minulé sezóny byl turecký tým Fenerbahce Istanbul.
Vítězem se stal český tým ZVVK USK Praha.

## První kolo

### Skupina A
| Poř. | Tým                  | Z | V | P | VB  | OB  | +/- | B  |
| ---- | -------------------- | - | - | - | --- | --- | --- | -- |
| 1.   | Basket Landes        | 6 | 4 | 2 | 360 | 372 | -12 | 10 |
| 2.   | Beretta Famila Schio | 6 | 4 | 2 | 428 | 382 | +46 | 10 |
| 3.   | DVTK HUN-Therm       | 6 | 3 | 3 | 401 | 401 | 0   | 9  |
| 4.   | Perfumerias Avenida  | 6 | 1 | 5 | 356 | 390 | -34 | 7  |

### Skupina B
| Poř. | Tým                  | Z | V | P | VB  | OB  | +/-  | B  |
| ---- | -------------------- | - | - | - | --- | --- | ---- | -- |
| 1.   | CBK Mersin           | 6 | 6 | 0 | 477 | 386 | +91  | 12 |
| 2.   | Tango Bourges Basket | 6 | 4 | 2 | 488 | 407 | +81  | 10 |
| 3.   | Žabiny Brno          | 6 | 2 | 4 | 423 | 453 | -30  | 8  |
| 4.   | Olympiacos SFP       | 6 | 0 | 6 | 365 | 507 | -142 | 6  |

### Skupina C
| Poř. | Tým                   | Z | V | P | VB  | OB  | +/-  | B  |
| ---- | --------------------- | - | - | - | --- | --- | ---- | -- |
| 1.   | Fenerbahçe Istanbul   | 6 | 6 | 0 | 520 | 409 | +111 | 12 |
| 2.   | Casademont Zaragoza   | 6 | 4 | 2 | 418 | 412 | +6   | 10 |
| 3.   | KGHM BC Polkowice     | 6 | 1 | 5 | 458 | 491 | -33  | 7  |
| 4.   | ESB Villeneuve-d'Ascq | 6 | 1 | 5 | 402 | 486 | -84  | 7  |

### Skupina D
| Poř. | Tým                 | Z | V | P | VB  | OB  | +/- | B  |
| ---- | ------------------- | - | - | - | --- | --- | --- | -- |
| 1.   | Valencia Basket     | 6 | 5 | 1 | 457 | 406 | +51 | 11 |
| 2.   | ZVVZ USK Praha      | 6 | 4 | 2 | 475 | 442 | +33 | 10 |
| 3.   | Umana Reyer Venezia | 6 | 3 | 3 | 460 | 463 | -3  | 9  |
| 4.   | Uni Győr            | 6 | 0 | 6 | 404 | 485 | -81 | 6  |